# Distrito electoral de Lake n.º 1
Lake No. 1 (en inglés: Lake No. 1 Precinct) es un distrito electoral ubicado en el condado de Johnson en el estado estadounidense de Illinois. En el Censo de 2010 tenía una población de 885 habitantes y una densidad poblacional de 97,24 personas por km².

## Geografía
Según la Oficina del Censo de los Estados Unidos, tiene una superficie total de 9.1 km², de la cual 8.75 km² corresponden a tierra firme y (3.87%) 0.35 km² es agua.

## Demografía
Según el censo de 2010, había 885 personas residiendo. La densidad de población era de 97,24 hab./km². De los 885 habitantes, estaba compuesto por el 98.42% blancos, el 0% eran afroamericanos, el 0.23% eran amerindios, el 0.11% eran asiáticos, el 0% eran isleños del Pacífico, el 0.56% eran de otras razas y el 0.68% pertenecían a dos o más razas. Del total de la población el 1.24% eran hispanos o latinos de cualquier raza.